# Сорока, Владимир Николаевич
Влади́мир Никола́евич Соро́ка (25 декабря 1982, Киев) — украинский дзюдоист лёгкой и полулёгкой весовых категорий, выступает за сборную Украины начиная с 2006 года. Участник летних Олимпийских игр в Лондоне, чемпион Европы в личном и командном зачётах, победитель многих турниров национального и международного значения. Мастер спорта Украины международного класса.

## Биография
Владимир Сорока родился 25 декабря 1982 года в Киеве. С шести лет по наставлению старшего брата занимался борьбой самбо, однако в возрасте пятнадцати лет перешёл в дзюдо, поскольку дзюдо в отличие от самбо было олимпийским видом спорта. Проходил подготовку в местных спортивных клубах «Сокол» и «Спартак», также тренировался в Днепропетровске в клубе единоборств «Тайфу». В разное время тренировался под руководством таких специалистов как Анатолий Калинский и Данил Волович.
Впервые заявил о себе в сезоне 2001 года, когда выиграл бронзовую медаль на юниорском международном турнире класса «А» в Польше. В 2004 году на молодёжном чемпионате Европы в Словении занял седьмое место. В 2006 году стал вторым в зачёте полулёгкого веса на взрослом чемпионате Украины в Луцке и дебютировал в Кубке мира — на этапе в Вене занял седьмое место. В 2008 году Сорока поднялся в лёгкую весовую категорию и в новом весе сразу стал чемпионом Украины. Также в этом сезоне он впервые попал в число призёров Кубка мира, в частности получил серебро на этапе в Баку.
Первого серьёзного успеха на взрослом международном уровне добился в 2009 году, когда попал в основной состав украинской национальной сборной и побывал на чемпионате Европы в Тбилиси, откуда привёз награду золотого достоинства — победил всех своих соперников в лёгком весе, в том числе голландца Декса Элмонта в финале. Год спустя помимо прочего одержал победу на гран-при Туниса, ещё через год на европейском первенстве в Стамбуле взял золото в командной дисциплине.
В 2012 году на чемпионате Европы в Челябинске Владимир Сорока попал в число призёров сразу в двух дисциплинах: получил серебро в личном первенстве и бронзу в командном. Благодаря череде удачных выступлений удостоился права защищать честь страны на летних Олимпийских играх в Лондоне — в стартовом поединке прошёл португальца Жоана Пину, однако затем потерпел поражение от монгола Сайнжаргалын Ням-Очира и лишился тем самым всяких шансов на попадание на призовой подиум. По итогам сезона признан лучшим дзюдоистом страны.
После лондонской Олимпиады Сорока остался в основном составе дзюдоистской команды Украины и продолжил принимать участие в крупнейших международных турнирах. Так, в 2013 году он выступил на чемпионате Европы в Будапеште и вновь стал бронзовым призёром в командной дисциплине. В следующем сезоне отметился пятым местом на гран-при Самсуна. На чемпионате Украины 2015 года в Киеве занял в лёгкой весовой категории второе место.
За выдающиеся спортивные достижения удостоен почётного звания «Мастер спорта Украины международного класса». Женат, есть сын.